# Dansk Fotografisk Forening
Dansk Fotografisk Forening (opr. Dansk photographisk Forening) er en landsdækkende dansk forening for professionelle fotografer, der har fotografiet som erhverv. Foreningen er stiftet 5. april 1879 og er verdens ældste forening for fagfotografer. Den afløste den endnu ældre danske forening Den photographiske Forening.
Formålet med sammenslutningen er bl.a. at virke for højnelse af det fotografiske håndværk og at fremme det kollegiale samarbejde.
Foreningen er medlem af Danske Billedautorer og Copy-Dan og administrerer kollektive midler, som genereres gennem Copy-Dans royaltyaftaler med offentlige institutioner som bl.a. DR.

## Historie
Dansk Fotografihistorie (2004) giver nogle interessante detaljer fra foreningens historie.
- 1878: I dette år afholder kongelig hoffotograf Jens Petersen en sammenkomst med deltagelse af københavnske fotografer. Målet er oprettelsen af en skandinavisk fotografisk forening, men på grund af manglende interesse fra Sverige og Norge bliver en ny dansk forening oprettet året efter i stedet for.

- 1879: Foreningen grundlægges 5. april, selvom der endnu ikke var noget klart skel mellem amatørfotografi og professionelt fotografisk virke. Hoffotograf Jens Petersen blev formand, mens Christian Neuhaus, Budtz Müller og andre af 1870'ernes ledede fotografer var i bestyrelsen.

- 1880: Foreningen har 87 medlemmer. Ved århundredeskiftet var der til sammenligning over 1.000.

- 1881: Foreningen udtrykker ønske om at registrere Danmarks kulturarv via det fotografiske medium.

- 1887: Mary Steen er den første kvinde, der optages i foreningen. Fra 1891 var hun bestyrelsesmedlem.

- 1889: DFF støtter den nydannede Turistforening.

- 1897: Med Peter Raun Fristrup som talsmand opfordrer foreningen til, at man skaber en fotoregistrering af København, hvis bybillede var ved at gennemgå store forandringer.

- 1909: Foreningens tidsskrift Dansk Fotografisk Tidsskrift rapporterer, at i løbet af de seneste 10 år fra 1897 til 1906 er antallet af fotografiske forretninger i hovedstaden steget fra 53 til 108 og i provinsen fra 220 til 263. Det blev også noteret, at antallet af kvindelige fotografer var støt stigende.

## Formænd
Denne liste er ufuldstændig; hjælp gerne med at udfylde den.
- 1879-1894 Jens Petersen
- 1894-1897 Christian Neuhaus
- 1897-1900 Clemens Weller
- 1906-1918 Peter Elfelt
- 1921-1940 Julius Folkmann
- 1990 - 2003 Keld Nielsen
- 20xx - 2024 Jens Erik Bæk
- 2024 -        Kristian Stigel Kristensen

## Æresmedlemmer
Denne liste er ufuldstændig; hjælp gerne med at udfylde den.
- 1885: F.F. Petersen
- 1905: Christian Neuhaus
- 2015: Knud E Jensen
- 2021: Lillian Fransson
- 2024: Jens Erik Bæk
- 2024: Bent Nygaard Larsen